# Mother Russia
Mother Russia is een lied van de Britse muziekgroep Renaissance. Het verscheen als laatste track op het muziekalbum Turn of the Cards en sommige livealbums die daarna verschenen. Zoals destijds gebruikelijk is de muziek gecomponeerd door Michael Dunford en is de tekst van Betty Thatcher-Newsinger. Het is het enige protestlied van de band en dat bleef vreemd voor de fans, zodat Haslam iedere keer moest herhalen dat het toch wel degelijk zo is.
Het lied is een hommage aan Aleksandr Solzjenitsyn, een Sovjet-dissident, die eerst opgesloten was in de Goelags in Siberië en later bij zijn vrijlating gedwongen werd in 1974 te vluchten (naar Zwitserland). De tekst is losjes gebaseerd op Solzhenitsyns boek Een dag uit het leven van Ivan Denisovitsj.

## Versies
De compositie is er in twee versies. Een versie voor het album en een versie voor een uitgebrachte single.

### Albumversie
De albumversie begint met een intro voor orkest en piano, zoals wel vaker bij deze band. De zangeres Annie Haslam begint na ongeveer twee minuten te zingen en zing binnen drie minuten de zes coupletten. Vervolgens komt er een instrumentaal gedeelte met de band en zangeres die tekstloos zint. Daarna besluit de zangeres met de herhaling van de laatste twee coupletten.

### Singleversie
De singleversie is maar drie minuten lang en bevat dus alleen het tekstgedeelte. De single was nergens succesvol.
Het nummer komt voor op:
- Turn of the Cards
- Live at Carnegie Hall
- BBC Sessions
- Renaissance Live at the Royal Albert Hall (1977)
- Renaissance Unplugged (1985)
- In the Land of the Rising Sun (2001) en
- verzamelalbums